# Exetastes caeruleus
Exetastes caeruleus là một loài tò vò trong họ Ichneumonidae.